# Selección de baloncesto sub-16 de la Unión Soviética
La selección de baloncesto sub-16 de la Unión Soviética era un equipo nacional juvenil de baloncesto masculino de la Unión Soviética. Representó al país en competiciones internacionales de baloncesto sub-16 (menores de 16 años), hasta la disolución de la Unión Soviética en 1991. Después de 1992, los países sucesores establecieron sus propios equipos nacionales.

## Participaciones

### Campeonato Europeo Sub-16
| Año  | División A        |
| ---- | ----------------- |
| 1971 | Medalla de bronce |
| 1973 | Medalla de oro    |
| 1975 | Medalla de oro    |
| 1977 | Medalla de bronce |
| 1979 | 5°                |
| 1981 | Medalla de oro    |
| 1983 | 6°                |
| 1985 | 5°                |
| 1987 | Medalla de bronce |
| 1989 | 5°                |
| 1991 | 5°                |